# Лизогуб, Семён Семёнович

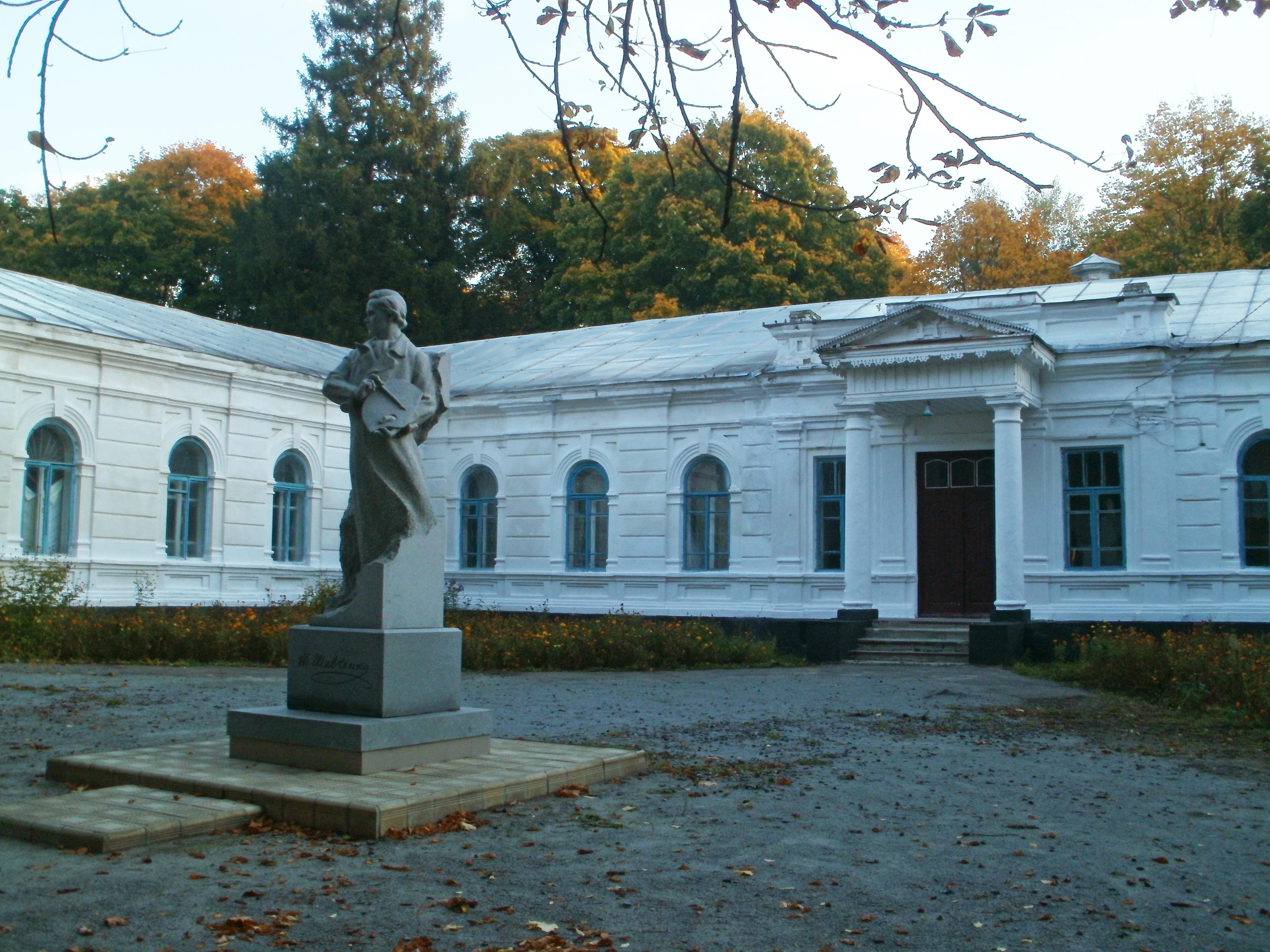
Памятник Т. Шевченко в усадьбе С.Лизогуба в с. Седнев Черниговского района Черниговской области Украины

Семён Семёнович Лизогу́б (укр. Семен Семенович Лизогуб; 1708/1709, Чернигов, Черниговский полк Войска Запорожского, Киевская губерния, Гетманщина — 1781) — украинский шляхтич, прадед писателя Николая Гоголя по отцовской линии.

## Биография
Сын военного деятеля и дипломата времён Гетманщины Семёна Ефимовича Лизогуба, внука гетмана Петра Дорошенко, зятя гетмана Ивана Скоропадского.
До 1727 года обучался в Киево-Могилянской академии. Бунчуковый товарищ Войска Запорожского (1742—1760).
В отличие от отца, ни политической, ни военно-государственной карьеры не сделал. В основном, занимался ведением собственного хозяйства. Значительную часть своего состояния тратил на благотворительность. В частности, большие средства отдал для обеспечения обучения детей из бедных семей. По характеру был склонен к предрассудкам и мистицизму. Поэтому часть денег тратил на соответствующую литературу и исследования.
Был женат с 1742 года. Женой Семёна Лизогуба была Анна Танская, дочь Василия Михайловича Танского, переяславского полковника (1726—1730). Дочерью Семёна Лизогуба была Татьяна Семеновна (1760—1826), жена Афанасия Демьяновича Гоголя-Яновского, родоначальника дворянского рода Гоголей-Яновских, отца Василия Гоголя-Яновского, деда Николая Гоголя.